# Ministero degli affari esteri (Iran)
Il Ministero degli affari esteri (in iraniano: وزارت امور خارجه ایران) è il dicastero del governo della Repubblica Islamica dell'Iran.

## Storia
Il dicastero è stato creato nel 1821. L'edificio del Ministero fu completato nel 1939.

## Lista dei ministri degli affari esteri dell’Iran
- Ali Akbar Velayati (1981 - 1997)
- Kamal Kharazi (1997 - 2005)
- Manouchehr Mottaki (2005 - 2010)
- Ali Akbar Salehi (2010 - 2013)
- Mohammad Javad Zarif (2013 - 2021)
- Hossein Amir-Abdollahian (2021 - 2024)[3]
  - Ali Bagheri Kani (2024, ad interim)
- Abbas Araghchi (dal 2024)